# Descent 3
Descent è un videogioco di fantascienza del genere sparatutto in prima persona sviluppato da Outrage Entertainment e pubblicato dalla Interplay nel 1999 per PC.
Nel 2000 venne pubblicata un'espansione chiamata Descent 3: Mercenary. Alcuni fan della serie hanno realizzato altre modifiche aggiuntive.

## Trama
La nave del Material Defender sta precipitando verso il Sole. All'ultimo momento, mentre l'astronave comincia a prendere fuoco, il protagonista viene estratto e portato sopra un'altra astronave. Mentre il Material Defender si riprende, viene a sapere che è stato recuperato dalla squadra Red Acropolis Research. La direttrice della squadra spiega che all'interno della PTMC sono successi fatti strani e che uno dei suoi conoscenti è stato ucciso da un robot. Ciò che ha spinto la Red Acropolis a sospettare della PTMC è stato il loro rifiuto nel dichiarare che avessero un contratto con il Defender, anche se egli stesso aveva lavorato molti anni per loro. Red Acropolis aveva tentato di mandare un rapporto delle azioni della PTMC alla Collective Earth Defense (CED), una organizzazione di polizia anti-terroristica, ma costoro non presero alcuna posizione in quanto non desideravano irritare la PTMC.
La direttrice spiega al Material Defender che, mentre stava ripulendo le miniere della PTMC dal virus informatico, l'organizzazione lo stava provando e modificando. Il virus era estremamente avanzato ed era stato costruito con la nanotecnologia. La direttrice vuole il Material Defender per sistemare il problema e, dopo alcune offerte, lui accetta. Lo stesso Dravis è coinvolto in esperimenti su nanotecnologie in grado di riprogrammare velocemente i robot. Egli aveva utilizzato questo virus per eliminare il presidente della PTMC ed ottenere il suo posto.

## Modalità di gioco
Rispetto al capitolo precedente, a causa del cambio di motore grafico, oltre ai livelli in ambienti chiusi del gioco, sono state introdotte ambientazione esterne alle basi. Inoltre, gli obiettivi - divisi in primari e secondari - sono più vari rispetto ai giochi precedenti: ad esempio, ve ne sono alcuni che vanno dal proteggere navicelle di trasporto alla difesa di cinque reattori.
Il tipo di controllo freelook o mouselook permette al giocatore di cambiare la direzione dell'astronave a velocità proporzionale a quella di movimento del mouse. Questo tipo di comando si dimostra vantaggioso rispetto all'uso della sola tastiera. La sessione multigiocatore possiede un'opzione per disabilitare il controllo mouselook per tutti gli utenti, in modo da appianare le differenze tra giocatori.
Gli sprite dei robot nemici sono stati ridisegnati e l'intelligenza artificiale migliorata: possono, infatti, schivare i colpi del giocatore, lavorare in squadra o chiamare rinforzi quando sono in numero insufficiente.

### Astronavi
Nel gioco è possibile scegliere tre astronavi:
- La nave tipica del giocatore, la Pyro-GL, è un veicolo che possiede degli scudi standard e può portare un carico accettabile di munizioni. Nel primo demo, la nave si chiama Pyro-SE.
- Dal livello 7 si può scegliere la Phoenix, un'astronave agile con scudi deboli e poca capacità di trasporto munizioni. Durante la fase di sviluppo del gioco la Phoenix era conosciuta con il nome Starhawk Interceptor.
- Dal livello 10 si può scegliere la Magnum-AHT. Pur essendo pesante e lenta, ha gli scudi più potenti e porta un maggiore numero di munizioni. Tra i giocatori la nave viene chiamata tank.

Quando la campagna principale viene completata, il giocatore può scegliere qualsiasi nave. In modalità multigiocatore, le tre navi sono disponibili fin dall'inizio.

### Armi
La maggior parte delle armi è diversa da quelle viste nei giochi precedenti e solo una piccola parte sono rimodellazioni. Alcuni utenti abituati ai giochi precedenti trovano che le armi siano troppo o troppo poco potenti quando confrontate con quelle originali. Per questo sono state create delle modifiche come Pyromania.
Una terza categoria di armi è stata aggiunta, conosciuta come contromisure.
I razzetti segnalatori sono stati reintrodotti e, in base all'astronave usata, consumano 1/20 di unità energetica oppure non consumarne affatto. Il razzetto causa un punto danno al nemico colpito.

### Multigiocatore
Descent 3 ha introdotto nuove modalità di gioco riguardo al multiplayer:
- Descent 3 permette al giocatore di entrare in modalità osservatore consentendo di guardare la partita invece di partecipare direttamente.
- Le modalità originali di Descent e Descent II incluse sono Anarchy e Team Anarchy.
- Descent 3 ha aggiunto: Cattura la bandiera, dove i giocatori devono cercare di rubare una bandiera nemica e portarla alla propria base; Entropy, dove i giocatori devono catturare stanze piene di robot usando dei virus; Hoard, dove i giocatori tentano di catturare dei globi; Monsterball, dove si deve spostare una palla nel punto obiettivo per segnare punti.
- I giocatori possono partecipare a campagne di Descent 3 in modalità cooperativa.

## Aspetti tecnici
Il gioco introduce diversi miglioramenti a livello tecnico rispetto ai due predecessori, con l'introduzione di tecniche grafiche molto avanzate come portal rendering, texture procedurali e illuminazione avanzata. A causa di ciò, le risorse hardware richieste sono molto alte per la corrispondente generazione hardware.
Descent 3 fa uso di un motore creato dalla casa di sviluppo e di un altro programmato da esterni. La combinazione dei due motori è stata chiamata Fusion Engine, e permette di visualizzare bump mapping, luci dinamiche colorate, ambienti abbastanza complessi ed effetti atmosferici. A differenza di altri videogiochi contemporanei come Quake II o Unreal, Descent 3 non fa uso di brush - oggetti in tre dimensioni usati per formare porte, muri e altro - ma utilizza la modellazione vertice/faccia di base, in cui i piani bidimensionali formano i muri.

## Espansioni

### Descent 3: Mercenary
Il 10 dicembre 2000, Interplay ha distribuito l'espansione chiamata Descent 3: Mercenary. L'aggiunta comprende una nuova campagna in singolo giocatore che racconta gli avvenimenti tra la fine di Descent II e l'inizio della campagna iniziale di Descent 3. Nel pacchetto è compreso anche l'editor di livelli e diverse mappe per la modalità multigiocatore.
La trama vede il giocatore, un pilota CED, ricevere l'ordine di distruggere una colonia marziana della PTMC causando la distruzione del reattore nucleare principale. Per evitare testimoni la CED non estrae il pilota dalla colonia e rescinde il contratto.
Il pilota riesce a sfuggire all'esplosione rifugiandosi nella area di scarico rifiuti rinforzata. Negli avvenimenti successivi Samuel Dravis, l'uomo che ordinò al Material Defender 1032 di ripulire le miniere della PTMC dai robot, contatta il pilota e in cambio dei suoi servizi è disposto a lasciarlo andare via senza conseguenze e implicazioni dopo l'incidente. Tra le novità introdotte abbiamo:
- Una nuova campagna per il gioco singolo composta da sette livelli che spiega gli eventi accaduti verso la fine di Descent II e nel primo terzo di Descent 3.
- Descent 3: Mercenary introduce un nuovo tipo di astronave conosciuta come Black Pyro. La nave possiede scudi più deboli e una ricarica afterburner più lenta rispetto alla Pyro-GL, ma contiene più munizioni e può sparare alcuni tipi di missili due alla volta. La campagna in singolo giocatore non permette di scegliere una delle navi, ma si può scegliere nel multigiocatore.
- Mercenary aggiunge una serie di livelli  multiplayer creati dai fan e dagli sviluppatori del gioco. Alcuni dei livelli più noti: una mappa compatibile per il singolo giocatore dove si deve combattere contro un esercito di Pyro-GL nere e una mappa che riproduce l'ufficio di Outrage Entertainment.
- L'editor di livelli per Descent 3 è compreso nel pacchetto.